# Marine Johannès
Marine Johannès (Lisieux, 21 gennaio 1995) è una cestista francese.

## Carriera
Con la Francia ha disputato tre edizioni dei Giochi olimpici (Rio de Janeiro 2016, Tokyo 2020, Parigi 2024), i Campionati mondiali del 2018 e tre edizioni dei Campionati europei (2017, 2019, 2021).